# Соколенко, Андрей Аполлинариевич
Андрей Аполлинариевич Соколенко (укр. Андрі́й Аполліна́рійович Соколе́нко; 31 августа 1973, Запорожье — 17 мая 2015, Троицкое) — полковник Министерства внутренних дел Украины, участник вооружённого конфликта на востоке Украины. Герой Украины (9 мая 2019).

## Биография
Андрей Соколенко родился 31 августа 1973 года в Запорожье. В 1994 году окончил Харьковское высшее военное училище Национальной гвардии Украины. С 2002 года служил во Второй отдельной Галицкой бригаде, затем занимал должность заместителя командира воинской части по тылу.
Принимал участие в вооружённом конфликте на востоке Украины. В воинской части в зоне боевых действий отвечал за логистику. Погиб 17 мая 2015 года в результате подрыва на фугасе автомобиля УАЗ, который двигался по грунтовой дороге в село Троицкое Попаснянского района. В автомобиле военные и волонтеры развозили гуманитарную помощь на передовую линию. Тогда же погибли младший сержант Иван Попиль, волонтеры Владимир Богданович Боднар (организация «Варта-1») и Геннадий Евдокименко, выжил только волонтер Андрей Романчак (с ожогами 70 % поверхности тела). Это была четвёртая ротация полковника Соколенко.
У Андрея Соколенко остались мать Валентина Алексеевна, отец — полковник в отставке Аполлинарий Григорьевич Соколенко, старший брат Сергей, который служил в звании полковника в крымском территориальном командовании Национальной гвардии Украины, жена Ирина и 15-летняя дочь Алина.
20 мая 2015 года был похоронен с воинскими почестями в городе Львов, на Лычаковском кладбище.

## Награды
- Звание Герой Украины с вручением ордена «Золотая Звезда» (Указ Президента Украины от 6 марта 2019) — «за исключительное личное мужество и героизм, проявленные при защите государственного суверенитета и территориальной целостности Украины, верность военной присяге»[1];
- Орден «За мужество» III степени (Указ Президента Украины от 28 июня 2015) — за личное мужество и высокий профессионализм, проявленные при защите государственного суверенитета и территориальной целостности Украины, верность военной присяге[2];
- Медаль «За военную службу Украине» (Указ Президента Украины от 25 марта 2015) — за личное мужество и высокий профессионализм, проявленные при защите государственного суверенитета и территориальной целостности Украины[3].